# Велико Боњинце
Велико Боњинце (пре Големo Боњинце) је насеље у Србији у општини Бабушница у Пиротском округу. Према попису из 2022. било је 179 становника.

## Положај
Велико Боњинце се налази на раскрсници регионалних путева Пирот - Лесковац и Ниш - Црна Трава (преко Заплања). Велико Боњинце је од Ниша (преко Заплања) удаљено 58 km, од Бабушнице 20 km а од Власотинца 19 km. Насеље се налази у подножју планине Висока Чука.
Насеље је подељено на две целине:
- Централни део села са свим административним деловима, локалима и већином становништва (око 80%) и
- Засеок Дубрава удаљен око један километар од центра насеља.

## Историја
У "Големом Боњинцу" радила је у другој половини 19. века народна школа у црквеној кући. Први учитељ је био писмен човек из места Миленко Поповић, који прешао у село Стрелац. Године 1877. дошао је да ту ради познати трновски учитељ Цона Данчуловић, родом из села Зелен град. Он је свој долазак и одлазак записао на страницама једне црквене књиге. Дошао је ту 23. априла 1877. године, а погодио се са мештанима да ради годину дана, од марта 1877. године до марта 1878. године, за 660 гроша.
Православна црква у месту је посвећена Св. Николи.

### Између Првог и Другог светског рата
Велико Боњинце је између Првог и Другог светског рата било привредно административни центар за околна села. У селу је у то време био велики број занатлијских радњи: кројач, ковач, лимар, пекар, содара, столар, машинбраварска радионица, бакалнице, продавнице мешовите робе, вуновлачара, месара, неколико кафана.
Интересантно је да је Велико Боњинце захваљујући својим богатим мештанима, индустријалцима, имало електричну енергију још тридесетих година 20. века. Мала електрична хидроцентрала у оближњем селу Модра Стена, на реци Лужници, снабдевала је село електричном енергијом тако да су домаћинства имала осветљење (по једну до две сијалице), а у селу је било неколико уличних светиљки.
Пред почетак Другог светског рата Велико Боњинце је било једно од 118 електрифицираних места у ондашњој Југославији. У то време ни Бабушница ни Власотинце нису имали електричну енергију.
Хидроелектрану за снабдевање Великог Боњинца електричном енергијом је саградио, финансирао, мештанин Вукашин Лозанић, индустријалац, у селу Модра Стена на реци Лужници. Хидроелектрана је изграђена 1934. године и струја је била бесплатна за све мештане, све док електрана није национализована. У централи је био генератор марке "Сименс" снаге 95 КС. Овакво снабдевање електричном енергијом било је све до почетка шездесетих година прошлог века, када је село прикључено на јединствени југословенски електро-енергетски систем.
У време између два рата занатлије (индустријалци) из Великог Боњинца су били власници великог броја: циглана, содара и вуновлачара широм ондашње Југославије, па и у Бугарској. После Другог светског рата овакве занатске радње су губиле на значају (због индустријализације), а приватни сектор је имао све мање услова за развој.

### Друга половина двадестог века
После Другог светског рата Велико Боњинце је било економски, културни и административни центар за околна насеља. У то време је само у осмогодишњој школи «Младост» било око 250 ученика.
Од предратних занатских радионица остала је највећа ковачко-машинбраварска радионица (са мини ливницом) од које је формирано друштвено (државно) предузеће «Метална индустрија Балкан» које до почетка двадесетпрвог века постојало. Ово предузеће је крајем прошлог века било, са својих 100-200 радника, једини материјални ослонац и носилац развоја и опстанка овог краја.
У то време је село поред основне школе и "Балкана" имало: Канцеларију Месне заједнице, милицијску станицу, цркву, амбуланту (доктор, зубар и помоћна апотека), земљорадничку задругу, библиотеку са читаоницом, биоскопску салу (са једном пројекцијом недељно у оквиру школске сале), пошту, вуновлачару, неколико кафана, продавницу текстила, продавницу металне и шрафовске робе, продавницу прехрамбене робе, продавницу мешовите робе, две пекаре, две кројачке радње, содаџијску радњу, машинбраварску радионицу, ковача, стругару, лимара, посластичару и берберницу.
Свака кућа (домаћинство) је имала електричну енергију, а у селу је било осам чесми са пијаћом водом из локалног сеоског водовода. Крајем 20. века село добија електричну енергију из јединственог Југословенског електроенергетског система, а вода се изградњом водоводне мреже доводи до сваке куће.
Због тешких услова за живот и привређивање, миграцијом становништва у градове, дошло је до тога да се број становника, за двадесетак година, у селу готово преполовио.

### Почетак двадесетпрвог века
Село је и даље административно - културни центар за осам околних села: са месном канцеларијом, црквом, осмогодишњом школом, амбулантом и поштом. Предузеће «МИН-Балкан» и земљорадничка задруга су запошљавали стотинак становника села и околних места. У селу је остало још неколико: занатских радњи, кафана, кафића и продавница мешовите робе.
Миграција становништва из села се наставља, а број становника се и даље смањује.

### Стање 2019. године
Према незваничним подацима (сведочење становника) у селу има око 150 становника и у засеоку Дубрава око 30 становника. "Повремених становника" има око 50 а то су пензионери пореклом из Боњинца или становници који су се одселили у градове Србије или у иностранство па долазе у село 10-20 дана годишње или по неколико месеци, углавном док је лепо време.
Привреда је замрла тако да у селу стално раде само две продавнице мешовите робе и пошта. Амбуланта и апотека раде два-три дана у недељи. Бивше предузеће "МИН-Балкан" је пропало и продато кроз стечај 2011.-2012. године. Део главне хале је после продаје претворен у "Радионицу за производњу пелета" и повремено ради (само је неколико чувара стално запошљено). Месна канцеларија је премештена у Бабушницу.
Реновирање цркве траје неколико година а радови се приводе крају.
Аутобуска линија "Нишекспреса" Велико Боњинце - Београд после педесет пет година рада више не ради ("због нерентабилности"). Од некадашњих 6 редовних аутобуских линија (Београд, Ниш, Скопље, Пирот, Лесковац, Бабушница) са 10 полазака остале су две линије са четири полазака (Пирот-Лесковац).

## Демографија
У насељу Велико Боњинце живи 403 пунолетна становника, а просечна старост становништва износи 50,8 година (49,3 код мушкараца и 52,1 код жена). У насељу има 195 домаћинстава, а просечан број чланова по домаћинству је 2,35.
Ово насеље је у потпуности насељено Србима (према попису из 2002. године), а у последња три пописа, примећен је пад у броју становника.
|  |

| Демографија | Демографија | Демографија |
| Година      | Становника  | Становника  |
| ----------- | ----------- | ----------- |
| 1948.       | 1.438       |             |
| 1953.       | 1.408       |             |
| 1961.       | 1.246       |             |
| 1971.       | 952         |             |
| 1981.       | 835         |             |
| 1991.       | 678         | 649         |
| 2002.       | 459         | 459         |
| 2011.       | 278         |             |
| 2022.       | 179         |             |

| \| \| м \| \| \| ж \| \| ? \| 4 \| \| \| 1 \| \| 80+ \| 5 \| \| \| 9 \| \| 75—79 \| 12 \| \| \| 19 \| \| 70—74 \| 23 \| \| \| 39 \| \| 65—69 \| 24 \| \| \| 37 \| \| 60—64 \| 19 \| \| \| 19 \| \| 55—59 \| 10 \| \| \| 16 \| \| 50—54 \| 19 \| \| \| 10 \| \| 45—49 \| 14 \| \| \| 15 \| \| 40—44 \| 8 \| \| \| 13 \| \| 35—39 \| 24 \| \| \| 7 \| \| 30—34 \| 9 \| \| \| 8 \| \| 25—29 \| 5 \| \| \| 8 \| \| 20—24 \| 8 \| \| \| 13 \| \| 15—19 \| 10 \| \| \| 6 \| \| 10—14 \| 7 \| \| \| 15 \| \| 5—9 \| 6 \| \| \| 5 \| \| 0—4 \| 4 \| \| \| 8 \| \| Просек : \| 49,3 \| \| \| 52,1 \| |      |  |  |      |
| |      |  |  |      |
| | м    |  |  | ж    |
| ? | 4    |  |  | 1    |
| 80+ | 5    |  |  | 9    |
| 75—79 | 12   |  |  | 19   |
| 70—74 | 23   |  |  | 39   |
| 65—69 | 24   |  |  | 37   |
| 60—64 | 19   |  |  | 19   |
| 55—59 | 10   |  |  | 16   |
| 50—54 | 19   |  |  | 10   |
| 45—49 | 14   |  |  | 15   |
| 40—44 | 8    |  |  | 13   |
| 35—39 | 24   |  |  | 7    |
| 30—34 | 9    |  |  | 8    |
| 25—29 | 5    |  |  | 8    |
| 20—24 | 8    |  |  | 13   |
| 15—19 | 10   |  |  | 6    |
| 10—14 | 7    |  |  | 15   |
| 5—9 | 6    |  |  | 5    |
| 0—4 | 4    |  |  | 8    |
| Просек : | 49,3 |  |  | 52,1 |

| Година пописа     | 1948. | 1953. | 1961. | 1971. | 1981. | 1991. | 2002. |
| ----------------- | ----- | ----- | ----- | ----- | ----- | ----- | ----- |
| Број домаћинстава | 307   | 317   | 336   | 309   | 301   | 246   | 195   |

| Број чланова      | 1  | 2  | 3  | 4  | 5 | 6 | 7 | 8 | 9 | 10 и више | Просек |
| ----------------- | -- | -- | -- | -- | - | - | - | - | - | --------- | ------ |
| Број домаћинстава | 64 | 66 | 29 | 17 | 9 | 7 | 3 | 0 | 0 | 0         | 2,35   |

| Пол    | Укупно | Неожењен/Неудата | Ожењен/Удата | Удовац/Удовица | Разведен/Разведена | Непознато |
| ------ | ------ | ---------------- | ------------ | -------------- | ------------------ | --------- |
| Мушки  | 194    | 46               | 122          | 20             | 4                  | 2         |
| Женски | 220    | 29               | 123          | 64             | 4                  | 0         |
| УКУПНО | 414    | 75               | 245          | 84             | 8                  | 2         |

| Пол    | Укупно                    | Пољопривреда, лов и шумарство | Рибарство                            | Вађење руде и камена | Прерађивачка индустрија       |
| ------ | ------------------------- | ----------------------------- | ------------------------------------ | -------------------- | ----------------------------- |
| Мушки  | 54                        | 9                             | 0                                    | 0                    | 4                             |
| Женски | 33                        | 4                             | 0                                    | 0                    | 5                             |
| Укупно | 87                        | 13                            | 0                                    | 0                    | 9                             |
|        |                           |                               |                                      |                      |                               |
| Пол    | Производња и снабдевање   | Грађевинарство                | Трговина                             | Хотели и ресторани   | Саобраћај, складиштење и везе |
| Мушки  | 0                         | 1                             | 24                                   | 2                    | 5                             |
| Женски | 0                         | 0                             | 13                                   | 1                    | 0                             |
| Укупно | 0                         | 1                             | 37                                   | 3                    | 5                             |
|        |                           |                               |                                      |                      |                               |
| Пол    | Финансијско посредовање   | Некретнине                    | Државна управа и одбрана             | Образовање           | Здравствени и социјални рад   |
| Мушки  | 0                         | 2                             | 0                                    | 2                    | 1                             |
| Женски | 1                         | 0                             | 0                                    | 1                    | 5                             |
| Укупно | 1                         | 2                             | 0                                    | 3                    | 6                             |
|        |                           |                               |                                      |                      |                               |
| Пол    | Остале услужне активности | Приватна домаћинства          | Екстериторијалне организације и тела | Непознато            | Непознато                     |
| Мушки  | 1                         | 0                             | 0                                    | 3                    | 3                             |
| Женски | 0                         | 0                             | 0                                    | 3                    | 3                             |
| Укупно | 1                         | 0                             | 0                                    | 6                    | 6                             |

| Етнички састав према попису из 2002.‍ | Етнички састав према попису из 2002.‍ | Етнички састав према попису из 2002.‍ | Етнички састав према попису из 2002.‍ | Етнички састав према попису из 2002.‍ |
| ------------------------------------ | ------------------------------------ | ------------------------------------ | ------------------------------------ | ------------------------------------ |
|                                      |                                      |                                      |                                      |                                      |
| Срби                                 | Срби                                 |                                      | 459                                  | 100,0%                               |

| Етнички састав према попису из 2022.‍ | Етнички састав према попису из 2022.‍ | Етнички састав према попису из 2022.‍ | Етнички састав према попису из 2022.‍ | Етнички састав према попису из 2022.‍ |
| ------------------------------------ | ------------------------------------ | ------------------------------------ | ------------------------------------ | ------------------------------------ |
|                                      |                                      |                                      |                                      |                                      |
| Срби                                 | Срби                                 |                                      | 108                                  | 60,3%                                |
| непознато                            | непознато                            |                                      | 70                                   | 39,1%                                |

## Занимљивости
- Пошто није било назива за улице то се живело по махалама које су имале своје називе: „Шопа“, „Крс' ", „Долинка“, „Дубрава“, "Мала' ", „Десиовска мала“, "Стубал", "Љиљанска мала*".
- Недавно реновирана стара кућа у центру села према натпису на кући потиче из 1895. године

Натпис на кући

## Галерија
- Улица у Великом Боњинцу 2009. године
- Поглед ка центру 2009. године
- Поглед из Боњинца на брдо Велико Цртаво 2013. године
- Центар села 2019.г.
- Центар села 2019.г.некадашње продавнице и млекара
- Споменик у центру села 2019.г.
- Чесма 2019.г.
- "Крс" поглед на центар 2019.г.
- "Крс" улица од центра 2019.г.
- Једна од улица 2019.г.
- Некадашња пекара 2019, г,
- Нова пошта 2019.г.
- Некадашња и садашња продавница 2019.г.
- Некадашње кројачка радња и кафана 2019.г.
- "Стубал" 2019.г.
- Главна улица 2019.г.
- "Љиљанкина мала*" 2019.г.
- Реновирана Црква 2019.г.Храм Светог Николаја у Великом Боњинцу
- Зима 2021. године
- Засеок Дубрава 2021. године

## Познати Боњинчани
- Стојан Богдановић рођен у Великом Боњинцу (1944) , математичар, редовни професор (у пензији) Економског факултета Универзитета у Нишу и писац.[7] Рођен је у Великом Боњинцу, основну школу и гимназију завршио је у Књажевцу а Природно-математички факултет Универзитета у Београду. Усавршавао се на "Сорбони" а магистрирао и докторирао у Новом Саду. Био је професор у гимназији, асистент и професор на више факултета. Као математичар објавио више значајних радова. Као писац објавио велики број песама, есеја и прича у разним часописима а штампана су му дела у више од двадесет књига.
- Споменка Ковач пореклом из Великог Боњинца (1951. - 2005) сценариста и текстописац бројних песама (супруга композитора Корнелија Ковача и мајка певачица Александре Ковач и Кристине Ковач и глумице Ање Ковач).[8]
- Слободан Соколовић „Боде“ , је био Југословенски фудбалер и тренер, рођен 10.12.1936.године у Великом Боњинцу умро 14.09.2007.у Књажевцу (71 година). Играо у нападу за ФК Победа – Прилеп (1964-1965), ФК Вардар - Скопље (1965-1966) и ФК Раднички - Ниш (1966-1967), Поред тога играо је за ФК Дубочица Лесковац, ФК Раднички Пирот и ФК Тетекс Прилеп. Био је тренер у ФК "Раднички Пирот", ФК "Тимочанин" Књажевац и ФК "Озрен" Соко Бања.[9]
- Др Слободан Стевановић (Велико Боњинце, 1936) српски је лекар и епидемиолог који је учествовао у спречавању и сузбијању многих епидемија заразних болести.
- Милован Коцић, успешни привредник, рођен 1958.г. власник и директор ДОО "Јумис" из Ниша и потпредседник Привредне коморе Србије у периоду 2009–2011.био председник Регионалне привредне коморе Ниш.[10]
- Стеван Станојевић, психолог, КБТ и Схема терапеут под супервизијом. Заступник је центра за психолошку едукацију "Психонега" у коме, поред задужења едукатора, обавља и саветодавни и терапијски рад са клијентима. Живи и ради у Нишу.